# Rogale (Banie Mazurskie)
Rogale (deutsch Rogahlen, 1938–1945 Gahlen) ist ein Dorf im Nordosten der polnischen Woiwodschaft Ermland-Masuren und gehört zur Landgemeinde Banie Mazurskie (Benkheim) im Powiat Gołdap (Kreis Goldap).

## Geographische Lage
Rogale liegt sechs Kilometer südlich der polnisch-russischen Staatsgrenze und ist nur über Nebenstraßen zu erreichen: von Banie Mazurskie (Benkheim, 6 Kilometer) an der Woiwodschaftsstraße 650 über Kulsze (Kulsen) bzw. von Boćwinka (Bodschwingken, 1938 bis 1945 Herandstal, 8 Kilometer) über Rożyńsk Mały (Klein Rosinsko, 1938 bis 1945 Bergershof). Ein Bahnanschluss besteht nicht.

## Geschichte
Im Jahr 1818 lebten im damaligen Rogahlen 93 Einwohner, deren Zahl sich jedoch bis 1863 auf 317 steigerte. Die Landgemeinde gehörte seinerzeit zum Landkreis Darkehmen (1938–1946 Angerapp, heute russisch: Osjorsk) im Regierungsbezirk Gumbinnen (Gussew) der preußischen Provinz Ostpreußen. 1874 wurde Rogahlen Amtsdorf.
Im Jahr 1910 lebten 333 Menschen hier, deren Zahl sich 1925 auf 335 belief, bis 1933 auf 403 anstieg und 1939 noch 344 betrug. Bereits 1928 wurde der Gutsbezirk Klewienen (heute polnisch: Klewiny), 1934 die Landgemeinde Skallischkehmen (polnisch: Skaliszkiejmy) und 1935  die Landgemeinde Wittgirren (1938–1945 Wittbach, polnisch: Widgiry) nach Rogahlen eingemeindet. Am 3. Juni 1938 – mit amtlicher Bestätigung vom 16. Juli 1938 – wurde Rogahlen in „Gahlen“ umbenannt.
Infolge des Zweiten Weltkrieges kam das Dorf unter polnische Verwaltung. Es erhielt die Bezeichnung Rogale, die in Polen mehrfach vorkommt. Heute ist der Ort in die Gmina Banie Mazurskie im Powiat Gołdapski der Woiwodschaft Ermland-Masuren (1975–1998 Woiwodschaft Suwałki) eingegliedert und Sitz eines Schulzenamtes.

### Amtsbezirk Rogahlen/Gahlen
Zwischen 1874 und 1945 war Rogahlen resp. Gahlen Sitz und namensgebender Ort eines Amtsbezirks, zu dem sich am 6. Mai 1874 neun Landgemeinden bzw. Gutsbezirke zusammenschlossen:
| Name (bis 1938)     | Name (1938–1945) | Name (seit 1945) | Bemerkungen                                        |
| ------------------- | ---------------- | ---------------- | -------------------------------------------------- |
| Landgemeinden:      |                  |                  |                                                    |
| Audinischken        | Hilpertswerder   | Audyniszki       |                                                    |
| Groß Jahnen         | Groß Jahnen      | Jany             |                                                    |
| Matzwolla           | Balschdorf       | Maciejowa Wola   |                                                    |
| Ostkehmen           | Ostkehmen        | Osieki           |                                                    |
| Rogahlen            | Gahlen           | Rogale           |                                                    |
| ab 1935: Wittgirren | Wittbach         | Widgiry          |                                                    |
| Gutsbezirke:        |                  |                  |                                                    |
| Gruneyken           | Gruneiken        | Grunajki         | schon vor 1908 Landgemeinde                        |
| Hohenbrück          | Hohenbrück       | Skup             | 1928 in die Landgemeinde Gruneyken eingegliedert   |
| Klein Jahnen        | Klein Jahnen     | Janki            | 1928 in die Landgemeinde Groß Jahnen eingegliedert |
| Klewienen           | Klewienen        | Klewiny          | 1928 in die Landgemeinde Rogahlen eingegliedert    |

Am 12. Januar 1939 wurde der Amtsbezirk Rogahlen offiziell in „Amtsbezirk Gahlen“ umbenannt. Am 1. Januar 1945 gehörten zu ihm  die acht Gemeinden Balschdorf, Gahlen, Groß Jahnen, Großsteinau, Gruneiken, Hilpertswerder, Ostkehmen und Wittbach.

## Religionen

### Kirchengebäude

#### Dorfkirche
Die im gotischen Stil gehaltene Kirche wurde am 12. Mai 1901 eingeweiht. Statt eines Turms wurde zunächst nur ein Glockenstuhl errichtet. Ein Altarkruzifix aus Ebenholz mit silbernem Korpus war ein Geschenk der Mutterkirche Szabienen (1938 bis 1945 Lautersee, polnisch Żabin). Die Kirche wurde vor 1945 mehrfach repariert. In ihr hielt Pfarrer Kurt Hetz am 22. Oktober 1944 den letzten evangelischen Gottesdienst, bevor er sich wie die anderen Ortsbewohner auf die Flucht begab. Der Postzusteller Walter Radtke holte das Altarkreuz aus der Kirche und nahm es auf die Flucht mit. So ist es gerettet worden und seit 1984 im Besitz der Kreisgemeinschaft Angerapp. Das Kirchengebäude wurde nach 1945 mehrfach restauriert und dient heute als katholisches Gotteshaus.

#### Baptistenkapelle
In Rogahlen gab es eine Kapelle der Baptistengemeinde. Sie wird jetzt von einem benachbarten Landwirt als Scheune zweckentfremdet genutzt.

### Evangelische Kirchengemeinde
Vor 1945 hatte Rogahlen eine überwiegend evangelische Bevölkerung und wurde erst 1895 Kirchdorf. Bis dahin gehörte es zum Kirchspiel Szabienen (1936–1938 Schabienen, 1938–1945 Lautersee, polnisch: Żabin). Im Jahr 1913 wurde die Gemeinde selbständig, nachdem auch Kirche und Pfarrhaus bereits fertiggestellt worden waren und eine eigene Pfarrstelle eingerichtet werden konnte. Rogahlen gehörte bis 1945 zum Kirchenkreis Darkehmen (1938–1946 Angerapp, heute russisch: Osjorsk) in der Kirchenprovinz Ostpreußen der Kirche der Altpreußischen Union.
Die jetzt nur noch wenigen evangelischen Kirchenglieder sind jetzt in das Kirchspiel Suwałki (Suwalken) mit der Filialkirche in Gołdap (Goldap) in der Diözese Masuren der Evangelisch-Augsburgischen Kirche in Polen integriert.

#### Kirchspiel (bis 1945)
Zum Kirchspiel Rogahlen/Gahlen gehörten bis 1945 sieben Ortschaften, die aus den Nachbarpfarreien nach Rogahlen umgemeindet wurden:
Audinischken (1938–1945 Hilpertswerder, seit 1945 Audyniszki), Groß Jahnen (seit 1945 Jany), Juckneitschen (1935 bis 1945 Steinhagen, seit 1945 Juchnajcie), Klein Jahnen (Janki), Klein Rosinsko (seit 1945 Rożyńsk Mały), Klewienen (seit 1945 Klewiny), Matzwolla (1938–1945 Balschdorf, seit 1945 Maciejowa Wola), Morathen, Ostkehmen (seit 1945 Osieki), Rogahlen/Gahlen, Sokollen (1938 bis 1945 Hainholz, seit 1945 Sokoły) und Wittgirren (1938–1945 Wittbach, seit 1945 Widgiry). Außer Rogahlen waren auch Groß Jahnen und Juckneitschen Schulorte.

#### Pfarrer (bis 1945)
In Rogahlen/Gahlen amtierten vor der offiziellen Errichtung einer Pfarrstelle bereits die Geistlichen Otto Zeigmeister, Georg Bork, Johann Gemmel, Kurt Steinwender und Paul Ewert als Vikare bzw. Hilfsprediger. Danach waren als Pfarrer tätig:
- Johann Eduard E. Christoleit, 1913–1923
- Gustav Boersch, 1923–1927
- Johann Samuel B. Kurt Ehmer, 1927–1929
- Kurt Hetz, 1932–1945

Diese wurden zeitweise unterstützt durch die Hilfsprediger: Max Kuehnert und Ulrich Stotzka.

### Katholische Gemeinde
Vor 1945 gab es in Rogahlen/Gahlen nur wenige katholische Kirchenglieder. Sie gehörten zur Pfarrei in Goldap (polnisch Gołdap) im Dekanat Masuren II (Sitz: Johannisburg, polnisch Pisz) im Bistum Ermland. Seit 1945 leben hier überwiegend katholische Einwohner, für die die einst evangelische Dorfkirche jetzt Gottesdienststätte ist. Sie ist eine Filialkirche von Żabin im Dekanat Gołdap im Bistum Ełk der Römisch-katholischen Kirche in Polen.

## Schule
Bereits um 1740 wurde die Schule in Rogahlen gegründet. Später wurde sie geteilt: in Wittgirren (1938–1945 Wittbach, seit 1945 Widgiry) gingen die Schüler zum Unterricht, die dem Litauischen nahestanden, in Rogahlen die der mehr masurisch geprägten Dörfer.